# Belfer
Ein Belfer (jiddisch בעלפער) war ein Lehrgehilfe oder Unterlehrer in der traditionellen jüdischen Elementarschule, dem Cheder oder der Talmud Thora. Das Wort ist aus dt. „Beihelfer“ gebildet.

## Geschichte
Schon in talmudischer Zeit assistierte ein Resch-duchna (aramäisch ריש דוכנא, dt. „Bank-Erster“) dem Melamed (Lehrer), besonders in größeren Klassen. Er wiederholte den Stoff mit langsameren Kindern und sorgte für Disziplin. Zu seinen weiteren Aufgaben gehörte, die Kinder zu Hause abzuholen; nicht selten trug er die Vier- oder Fünfjährigen bei jedem Wetter auf dem Rücken zum Unterricht und beaufsichtigte sie in Pausen. Bezahlt wurde er von den Eltern der Kinder oder von der Kehilla (Gemeinde).